# Orango National Marine Park
Orango National Marine Park är en park i Guinea-Bissau.   Den ligger i regionen Bolama-Bijagós, i den sydvästra delen av landet, 110 km sydväst om huvudstaden Bissau. Orango National Marine Park ligger 10 meter över havet. Den ligger på ön Ilha de Orango.
Terrängen runt Orango National Marine Park är mycket platt. Havet är nära Orango National Marine Park söderut. Runt Orango National Marine Park är det glesbefolkat, med 18 invånare per kvadratkilometer. Trakten runt Orango National Marine Park består huvudsakligen av våtmarker.